# Almir dos Santos
Almir Cunha dos Santos (Matupá, 4 settembre 1993) è un triplista e lunghista brasiliano.
In carriera ha conquistato la medaglia d'argento nel salto triplo ai Mondiali indoor di Birmingham 2018

## Palmarès
| Anno | Manifestazione              | Sede          | Evento         | Risultato | Prestazione | Note                                     |
| ---- | --------------------------- | ------------- | -------------- | --------- | ----------- | ---------------------------------------- |
| 2010 | Campionati sudamericani U18 | Santiago      | Salto in alto  | Oro       | 2,00 m      |                                          |
| 2012 | Mondiali juniores           | Barcellona    | Salto in alto  | 26º (q)   | 2,05 m      |                                          |
| 2017 | Campionati sudamericani     | Asunción      | Salto in lungo | 5º        | 7,51 m      | w                                        |
| 2018 | Mondiali indoor             | Birmingham    | Salto triplo   | Argento   | 17,41 m     | Miglior prestazione personale            |
| 2019 | Giochi panamericani         | Lima          | Salto triplo   | 4º        | 16,70 m     |                                          |
| 2019 | Mondiali                    | Doha          | Salto triplo   | 12º       | 15,01 m     |                                          |
| 2021 | Giochi olimpici             | Tokyo         | Salto triplo   | 23º (q)   | 16,27 m     |                                          |
| 2022 | Mondiali                    | Eugene        | Salto triplo   | 7º        | 16,87 m     |                                          |
| 2023 | Campionati sudamericani     | San Paolo     | Salto triplo   | Oro       | 17,24 m     | Record dei campionati                    |
| 2023 | Mondiali                    | Budapest      | Salto triplo   | 21º (q)   | 16,34 m     |                                          |
| 2023 | Giochi panamericani         | Santiago      | Salto triplo   | Argento   | 16,92 m     |                                          |
| 2024 | Mondiali indoor             | Glasgow       | Salto triplo   | 10º       | 16,63 m     | Miglior prestazione personale stagionale |
| 2024 | Giochi olimpici             | Parigi        | Salto triplo   | 11º       | 16,41 m     |                                          |
| 2025 | Mondiali indoor             | Nanchino      | Salto triplo   | dq        | dq          | [ 1 ]                                    |
| 2025 | Sudamericani                | Mar del Plata | Salto triplo   | Oro       | 16,68 m     | Miglior prestazione personale stagionale |